# 金晟炫
金晟炫（韓語：김성현，1997年5月13日—），韓國男演員。
剛出道時曾以劉正宇（韓語：유정우）作為藝名，2020年8月12日於個人Instagram宣布將藝名改為與本名一致之金晟炫。

## 演出作品

### 電視劇
- 《愛情場景編號》(2021年,WAVVE)
- 《百分百時代》(2021年,網路劇)
- 《Penthouse》(2020年SBS)
- 《機智醫生生活》(2020年，tvN)-客串 張潤福男友(第九集)
- 《語言的溫度：我們的19歲》(2020年，網路劇)-金道允
- 《Like》(2019年，網路劇)-서윤우
- 《Secret Boutique》(2019年SBS)-青年 魏正赫
- 《春天來了，春天》(2019年，MBC)-濟任秀
- 《雞龍仙女傳》(2018年，tvN)-嚴敬術
- 《放學後戀愛2》(2018年，網路劇)-房明綠
- 《自炊，房》(2018年，網路劇)-수빈
- 《女人化妝的理由是？》第四季(2017年，網路劇)-金志碩
- 《放學後戀愛》(2017年，網路劇)-房明綠

## 外部連結
- NAVER個人資料 （页面存档备份，存于）
- 金晟炫的Instagram帳戶